# Lycium minutifolium
Lycium minutifolium là loài thực vật có hoa trong họ Cà. Loài này được Remy mô tả khoa học đầu tiên.